# Aeroporto di Ulan-Udė
L'aeroporto di Ulan-Udė conosciuto anche come l'aeroporto Bajkal oppure come l'aeroporto di Ulan-Udė-Muchino è un aeroporto internazionale situato a 12 km ad ovest di Ulan-Udė, in Buriazia, in Russia.

## Storia

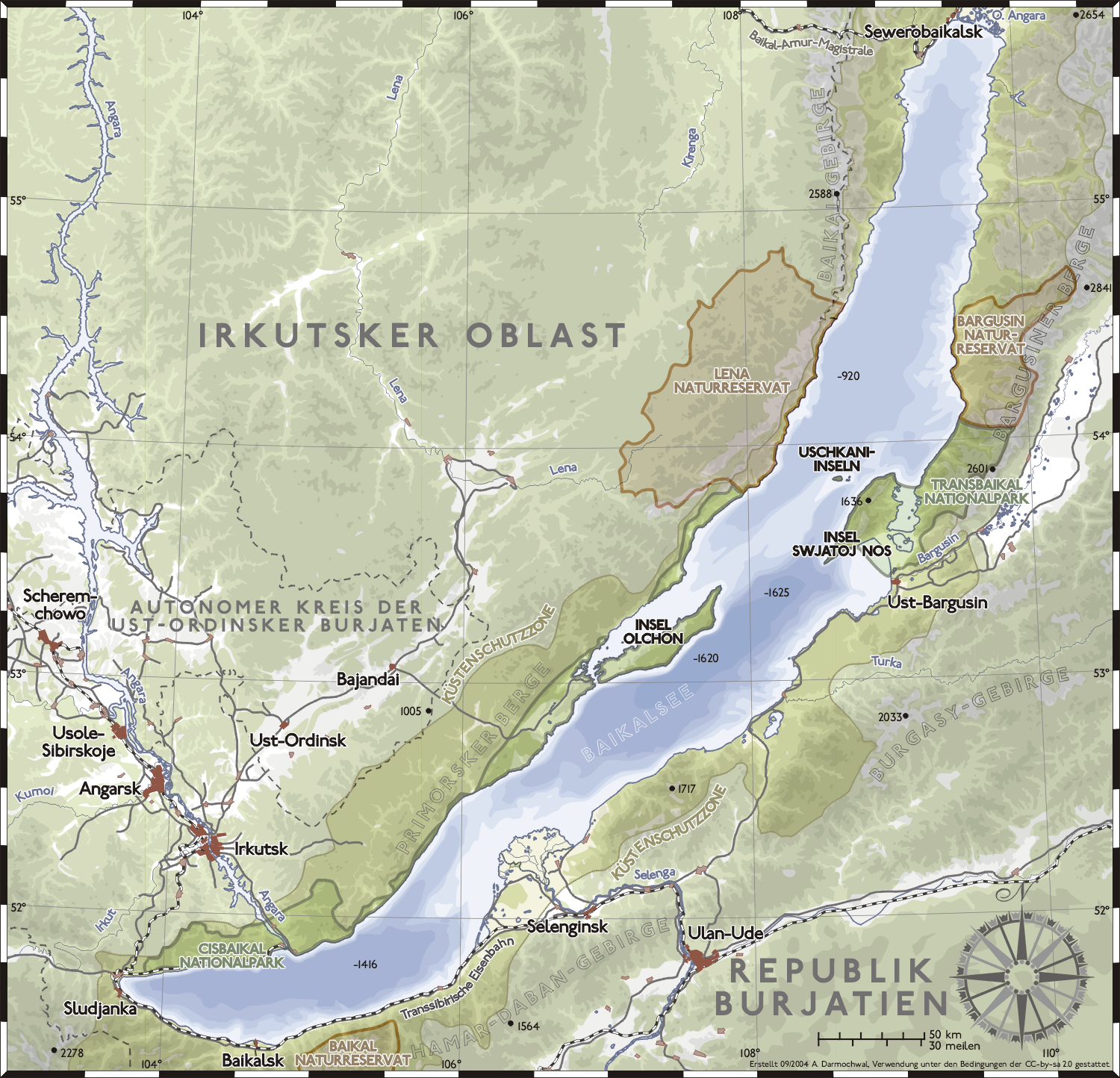
La posizione geografica di Ulan-Udė rispetto al Lago Bajkal e Irkutsk.

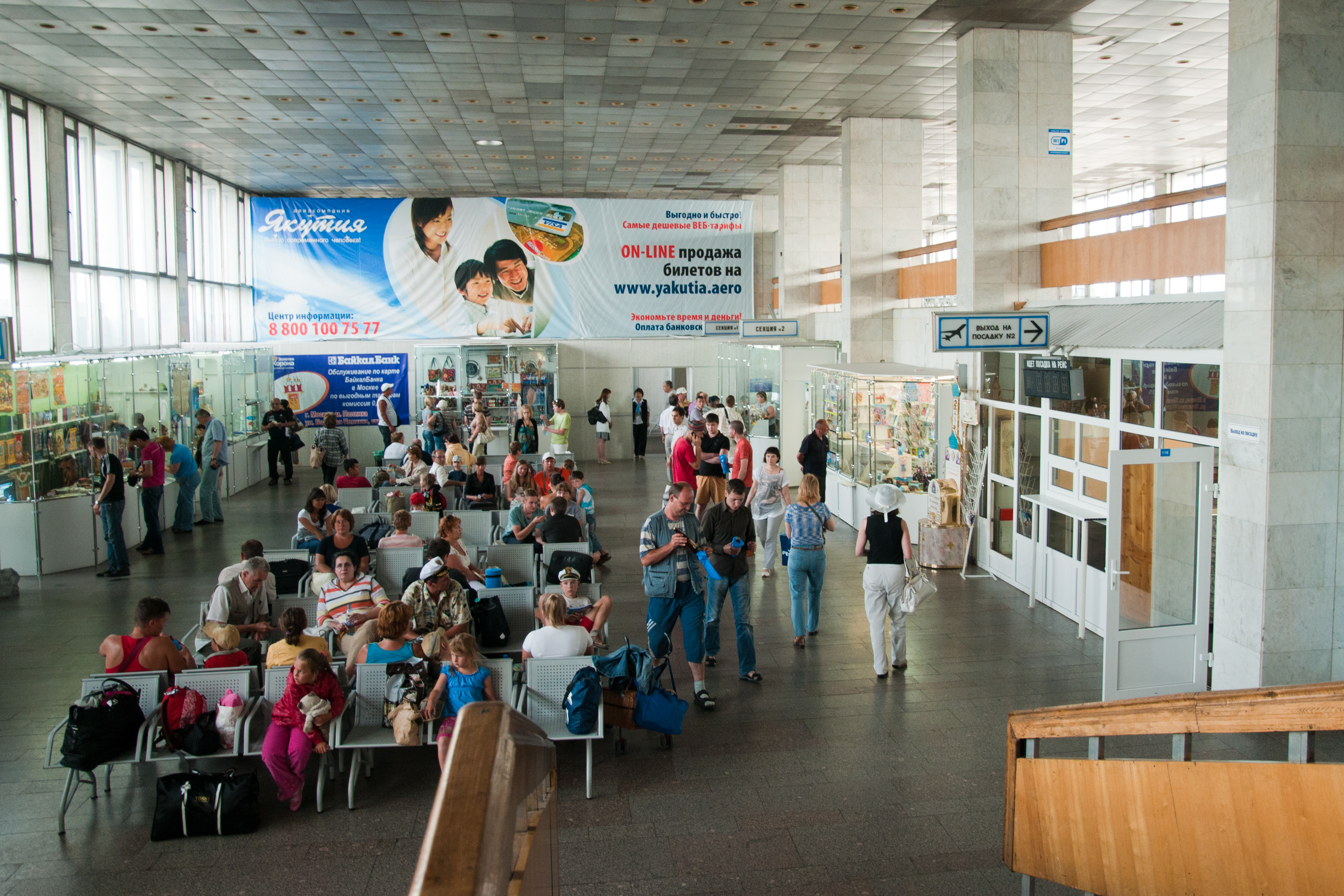
Terminal Passeggeri dell'aeroporto di Ulan-Udė.

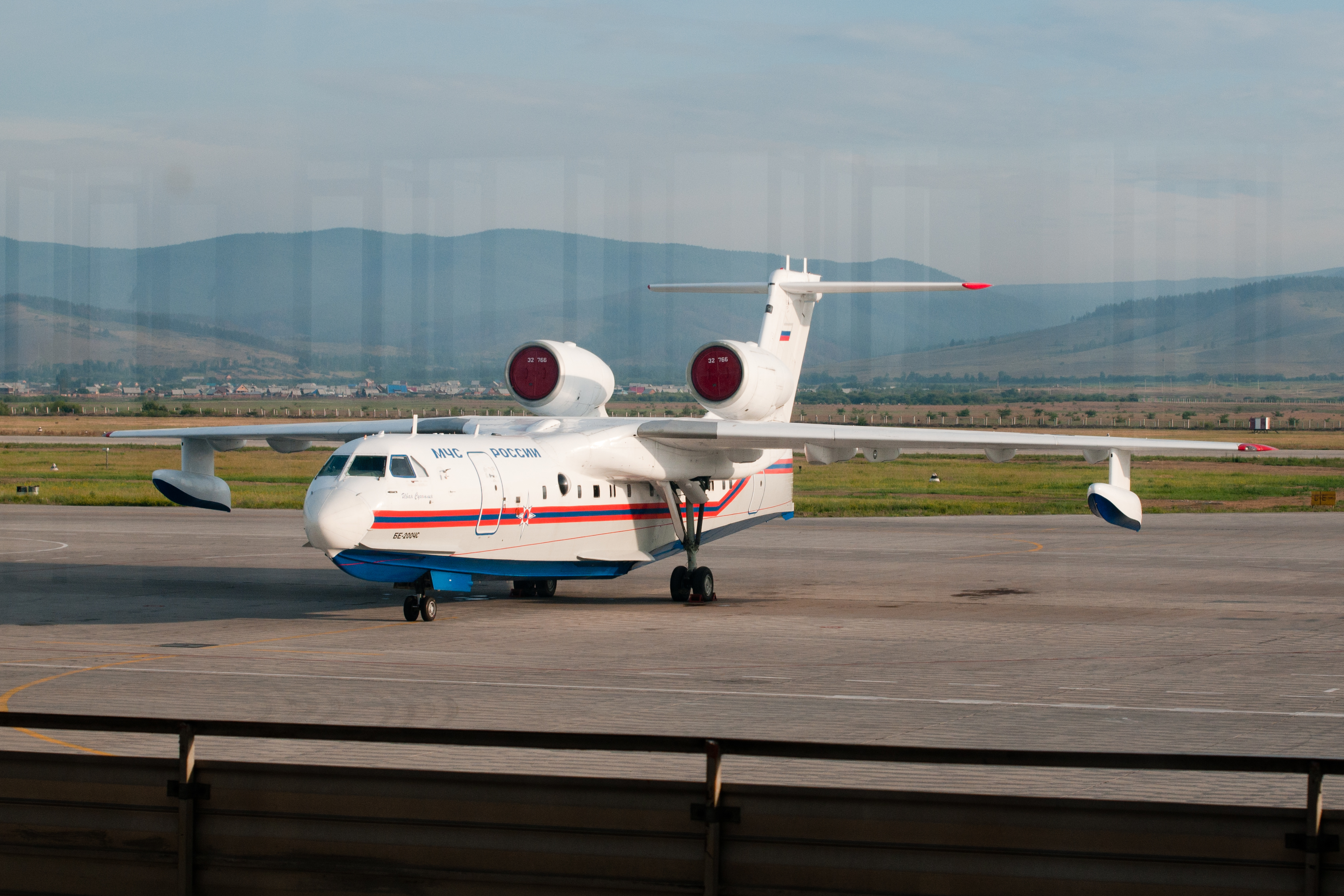
Beriev Be-200 della Protezione Civile della Russia a Ulan-Udė.

2010 - nel 2010 all'aeroporto Bajkal hanno transitato 167,126 passeggeri, il 29% in più rispetto al 2009. La crescita del traffico aeroportuale è stata dovuta all'inizio dei voli di linea della mongola Eznis Airways, ma anche all'apertura dei voli di linea delle compagnie aeree russe Transaero Airlines e Jakutavia.

## Strategia
L'aeroporto di Ulan-Udė è uno scalo d'emergenza per gli aeroporti di Irkutsk, Čita-Kadala, Bratsk.

## Composizione societaria
- Farnall Holdings Limited - 100% delle azioni.[4]

## Dati tecnici
L'aeroporto dispone di una pista attiva di classe C di cemento armato di 2.997 m х 45 m. Inoltre per gli atterraggi d'emergenza l'aeroporto dispone di una pista di terra di 2.050 m х 100 m.
Il peso massimo al decollo dalla pista aeroportuale è di 190 t.
L'aeroporto di Ulan-Udė è attrezzato per l'atterraggio/decollo dei seguenti tipi degli aerei: Airbus A319, Airbus A320, Airbus A321, Antonov An-2, Antonov An-12, Antonov An-24, Antonov An-26, Antonov An-30, Antonov An-32, Antonov An-124-100, Antonov An-140, ATR 42, ATR 72, Beriev Be-200, Boeing 737, Boeing 757-200, Boeing 767, Ilyushin Il-18, Ilyushin Il-62M, Ilyushin Il-76TD, Ilyushin Il-96-400T, Let L 410, Saab 340, Tupolev Tu-134, Tupolev Tu-154, Tupolev Tu-204, Yakovlev Yak-40, Yakovlev Yak-42 e di tutti i tipi degli elicotteri.
L'aeroporto è aperto 24 ore al giorno.
L'aeroporto dispone di un edificio terminal, costruito nei primi anni del 1980, con una capacità di transito di 400 passeggeri all'ora. È prevista la costruzione del nuovo terminal passeggeri con la zona per i voli internazionali.

## Collegamenti con Ulan-Udė
L'aeroporto Bajkal è facilmente raggiungibile dal centro di Ulan-Udė con la linea no.34 del trasporto pubblico che collega il Terminal aeroportuale con la Stazione di Ulan-Udė delle Ferrovie russe. Inoltre, le linee no.28, no.55, no.77 collegano l'aeroporto con la stazione e proseguono per i distretti cittadini. Il tempo di percorrenza dalla stazione ferroviaria è di 20 minuti.